# Panteisme
El panteisme (en grec: pan, tot i theos, 'déu': literalment "Déu és tot i 'tot és Déu') és una doctrina filosòfica segons la qual l'Univers, la naturalesa i Déu són equivalents. La llei natural, l'existència i l'univers (la suma de tot el que va ser, és i serà) es representa per mitjà del concepte teològic de Déu.
El panteisme és la creença que el món i Déu són el mateix, és més una creença filosòfica que religiosa. El panenteisme, per la seva banda, és la creença que cada criatura és un aspecte o una manifestació de Déu, que és concebut com l'actor diví que ocupa alhora els innombrables papers d'humans, animals, plantes, estrelles i forces de la naturalesa. Alguns filòsofs que han presentat aquesta visió de Déu serien Spinoza, Nicolau de Cusa o Pierre Charron.
El panteisme és incompatible amb la creença en un Déu personal, és per això que per a alguns sigui una expressió de l'ateisme.
No obstant això també aporta un nexe d'unió entre diferents religions, per exemple hi ha poca diferència entre aquesta visió o el Déu cristià omnipresent, o el qual per als budistes l'un és el tot.

## Etimologia
Panteisme deriva de la paraula grega πᾶν pan (que significa «tot, de tot») i θεός theos (que significa «déu, diví»). La primera combinació coneguda d'aquestes arrels apareix en llatí, al llibre de Joseph Raphson de 1697 De Spatio Reali seu Ente Infinito, on es refereix al pantheismus de Spinoza i altres.

## Definicions
Hi ha nombroses definicions de panteisme. Alguns ho consideren una posició teològica i filosòfica respecte a Déu.:p.8
Una doctrina que identifica Déu amb l'univers, o considera l'univers com una manifestació de Déu.
El panteisme és la visió que tot forma part d'un Déu immanent i que ho engloba tot. Totes les formes de realitat es poden considerar llavors o maneres d'aquest Ser, o idèntiques a ell. Alguns sostenen que el panteisme és una posició filosòfica no religiosa. Per a ells, el panteisme és la visió que l'Univers (en el sentit de la totalitat de tota l'existència) i Déu són idèntics.

## Història

### Heràclit

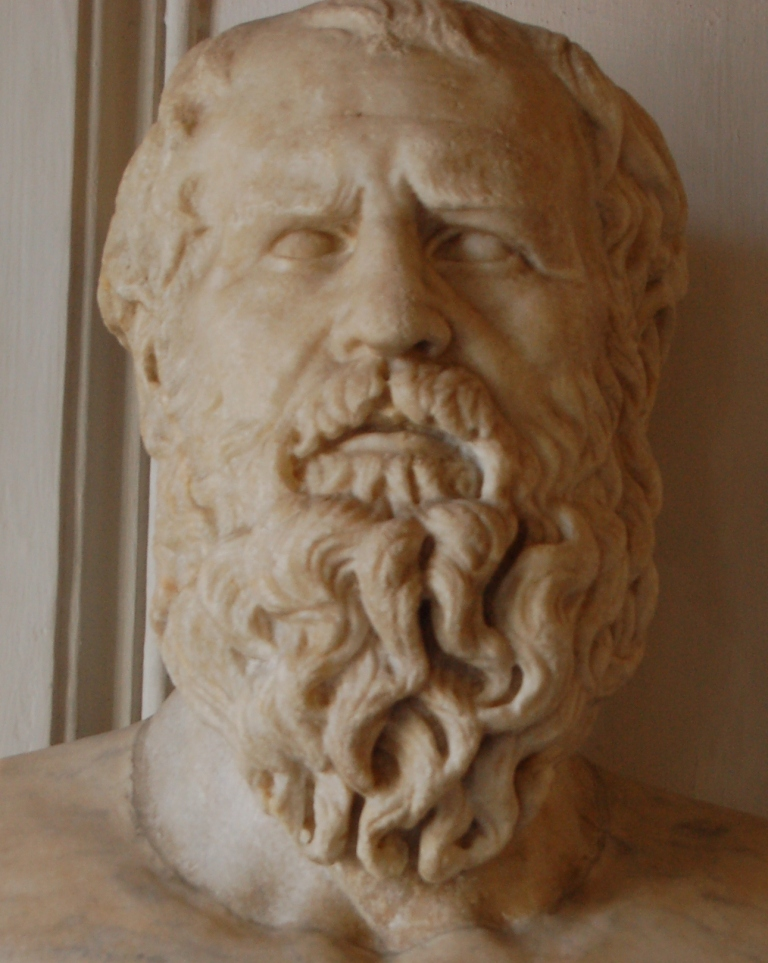
Possible bust d'Heràclit

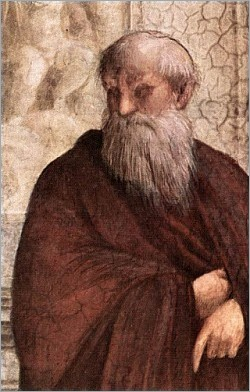
Plotí

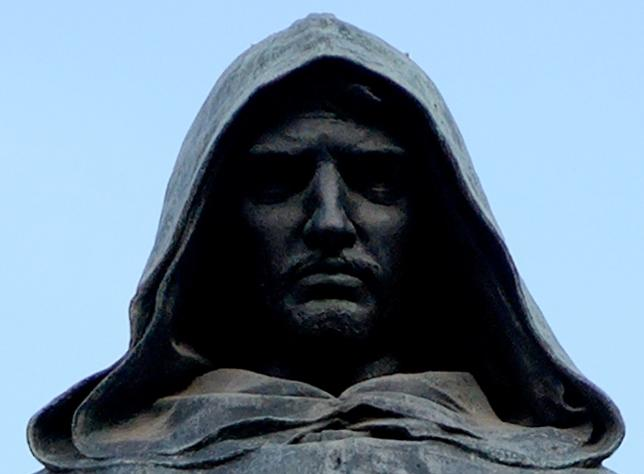
Giordano Bruno

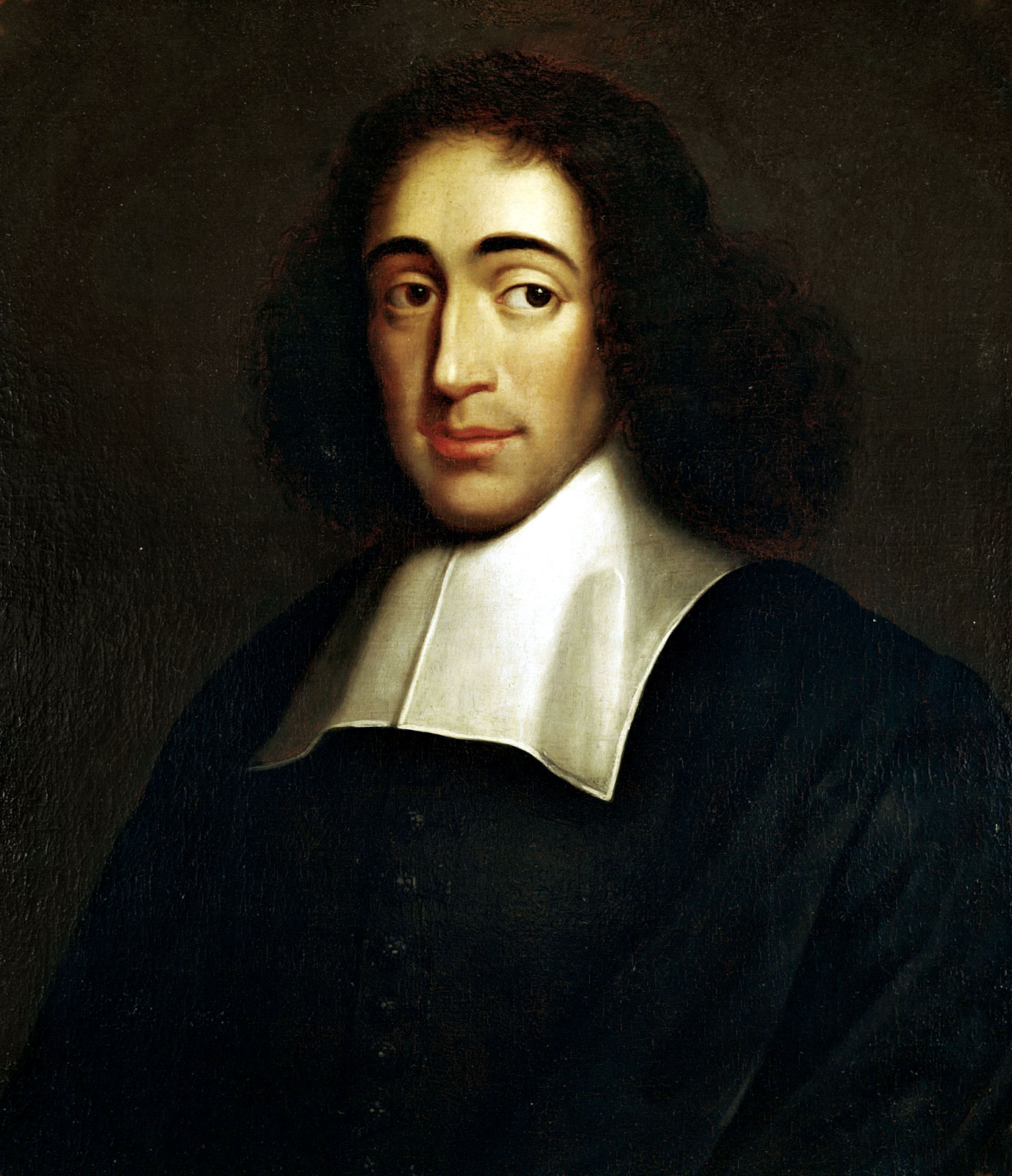
Retrat de Baruch de Spinoza, c. 1665

El panteisme és una doctrina o un component identificable a les doctrines del filòsof grec Heràclit, als fragments que se'n conserven. Segons el filòsof presocràtic, l'esdevenir, allò diví, es troba present a la totalitat de les coses, i, alhora, és idèntic al món i a les entitats en la seva integritat. Aquesta concepció arrossega a parangonar allò diví amb l'Univers, transformant-lo en el foc generador que unifica tots els contraris.
Aquest déu-tot d'Heràclit congrega en si mateix la totalitat de les coses i és, d'alguna manera, una realitat de caràcter etern. La seva cosmologia sembla, també, referir-se a la teoria d'un món de moviment cíclic, en virtut de la qual el tot s'assembla a un conjunt de fases alternades: una mena de cicle destructiu i productiu, que més endavant ha de ser reprès i desenvolupat pels estoics.

### Plotí
S'ha parlat freqüentment del panteisme de Plotí. En realitat, per a ell la divinitat conserva per a si els dos caràcters, la immanència i la transcendència. El déu plotinià, penetrant totes les realitats, es troba per damunt de totes elles. Així doncs, el filòsof sosté amb claredat que l'U, en tant que principi del tot, no és el tot. Una tal afirmació semblaria oposar-se a les apreciacions o interpretacions immanentistes i panteistes del seu pensament.

### Giordano Bruno
La cosmovisió de Giordano Bruno bé pot ser entesa com un panteisme ateu, amb certs trets específics de pan-psiquisme. A la seva obra De la causa, el principi i l'U és on es troben les seves idees fonamentals sobre la realitat natural.
Una forma o esquema general de l'univers és la denominada ànima del món, la facultat preponderant de la qual és un intel·lecte complet i universal, que tot ho omple i tot ho il·lumina.
La matèria constitueix el segon principi de la natura, per la qual la totalitat de les coses es troben conformades. Els aspectes dels ens poden variar o divergir, però és sempre la mateixa matèria la que se sosté i perdura per sota de les transformacions exteriors.

### Spinoza
Ha estat normal a l'època moderna considerar la filosofia de Baruch Spinoza com la més eminent i radical exemple de panteisme, constituint d'aquesta manera el model de tots els panteismes que el seguiran. Això es deu principalment a les seves afirmacions sobre el monisme de la substància i de l'estatut modal dels individus finits, en especial l'home: «Tot el que és, és en Déu, i sense Déu res no pot ser ni concebre's» (Ètica I, XV). L'spinozisme, tanmateix, ha de ser considerat més aviat com un panenteisme, perquè per al filòsof neerlandès tot està en Déu i l'Ésser Suprem no es confon ni amb el món ni amb la totalitat dels seus modes, en conservar Spinoza la distinció d'ordre escolàstic entre natura naturans (Déu com a principi d'ésser i de la seva vida irreductible a tot ésser vivent particular) i la natura naturata, conjunt de maneres infinites i finites. Estant constituït Déu per una infinitat d'atributs dels quals només en coneixem dos (el pensament i l'extensió), la metafísica spinoziana no pot interpretar-se ni com un panteisme materialista ni com un panteisme espiritualista, atès que s'hi diu tant res extensa com res cogitans. El panteisme d'Spinoza ha estat objecte de nombroses crítiques; una de les més destacades és la de Friedrich Schelling que, segons algun especialista del tema, considera que Spinoza «anul·la la llibertat i la personalitat de Déu reduint-lo a un mer objecte incapaç de relacionar-se amb el món».

### Altres pensadors panteistes
És cert que han sorgit panteistes amb freqüència al llarg de la història del pensament filosòfic i teològic, potser per l'atractiu metafísic que allò diví exerceix en l'home. Entre els antics pensadors amb apunts panteistes hi ha també el jueu Filó d'Alexandria (24 aC - 50 dC) i Ammoni Saccas (175 - 242 dC).
Ja a l'edat mitjana hi ha figures com Joan Escot Eriúgena (810-877), Bernard Silvestre (†1150) i sobretot el dominic Mestre Eckhart (1260-1327). També cal destacar el místic il·luminista Antonio Rosmini (1797-1855) i l'antropòleg jesuïta Pierre Teilhard de Chardin (1881-1955).

## Categoritzacions
Hi ha múltiples varietats de panteisme i diversos sistemes de classificació basant-se en un o més espectres o en categories discretes.

### Grau de determinisme
El filòsof Charles Hartshorne va utilitzar el terme panteisme clàssic per descriure les filosofies deterministes de Baruch Spinoza, els estoics i altres figures afins. El panteisme (Tot és Déu) sovint s'associa amb el monisme (Tot és Un) i alguns han suggerit que lògicament implica el determinisme (Tot és Ara).  Albert Einstein va explicar el determinisme teològic afirmant: el passat, el present i el futur són una 'il·lusió' . Aquesta forma de panteisme s'ha anomenat monisme extrem, en què –  en paraules d'un comentarista –  «Déu ho decideix o ho determina tot, incloses les nostres suposades decisions.» Altres exemples de panteismes inclinats al determinisme inclouen els de Ralph Waldo Emerson, i Hegel.
Tanmateix, alguns han argumentat en contra de tractar cada significat d'unitat com un aspecte del panteisme, i existeixen versions del panteisme que consideren el determinisme com una visió inexacta o incompleta de la natura. Alguns exemples inclouen les creences de Joan Escot Eriúgena, Friedrich Wilhelm Joseph Schelling i William James.

### Grau de creença
També és possible distingir dos tipus de panteisme, un més religiós i l'altre més filosòfic. L'Enciclopèdia Columbia escriu sobre la distinció:
| « | Si el panteista comença amb la creença que l'única gran realitat, eterna i infinita, és Déu, veu tot allò finit i temporal com una part de Déu. No hi ha res separat o diferent de Déu, perquè Déu és l'univers. Si, en canvi, la concepció presa com a fonament del sistema és que la gran unitat inclusiva és el món mateix, o l'univers, Déu és absorbit per aquesta unitat, que pot ser designada com a natura. | » |

### Forma de monisme

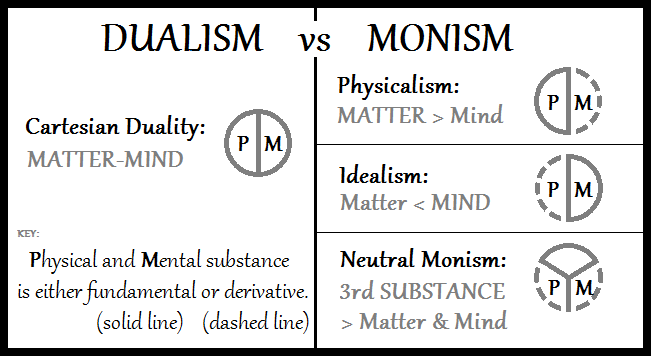
Un diagrama amb monisme neutral comparat amb el dualisme cartesià, el fisicalisme i l'idealisme

Filòsofs i teòlegs sovint han suggerit que el panteisme implica monisme. Els diferents tipus de monisme:
1. Monisme de la substància, la idea que la pluralitat aparent de substàncies es deu a diferents estats o aparences d'una sola substància.[18]
2. Monisme atributiu, la idea que, independentment del nombre de substàncies, són d'una sola mena última.[18]
3. Monisme parcial, dins d'un regne de l'ésser donat (per molts que n'hi hagi) només hi ha una substància:.[18]
4. Monisme d'existència, la visió que només hi ha un objecte concret tipus-simbol (L'U, Τὸ Ἕν o la Mònada).[20]
5. Monisme prioritari, el tot és anterior a les seves parts o el món té parts, però les parts són fragments dependents d'un tot integrat.[19]
6. Monisme de propietats: la visió que totes les propietats són d'un sol tipus (per exemple, només existeixen propietats físiques).
7. Monisme de gènere: la doctrina que hi ha una categoria superior; per exemple, l'ésser.[19]

Els punts de vista que contrasten amb el monisme són:
- Cosmologia dualista, que afirma que hi ha dues substàncies o realitats en última instància irreconciliables com el Bé i el Mal, per exemple, el Maniqueisme.[21]
- Pluralisme, que afirma tres o més substàncies o realitats fonamentals.[21]
- Nihilisme, nega qualsevol de les categories anteriors (substàncies, propietats, objectes concrets, etc.).

El monisme en la filosofia de la ment moderna es pot dividir en tres grans categories:
1. Idealisme, fenomenalisme o monisme mentalista, que sosté que només la ment o l'esperit és real.[21]
2. Monisme neutral, que sosté que existeix fonamentalment un tipus de cosa,[22] a la qual es poden reduir tant el mental com el físic.
3. Monisme material (també anomenat Fisicalisme i Materialisme), que sosté que només el físic és real, i que el mental o espiritual es pot reduir al físic:[21][22]

a. Materialisme eliminatiu, segons el qual tot és físic i les coses mentals no existeixen.
b. Fizicalisme reduccionista, segons el qual les coses mentals existeixen i són una mena de cosa física, Com ara el Conductisme, la Teoria de la identitat de tipus i el Funcionalisme.
Certes posicions no encaixen fàcilment en les categories anteriors, com ara el funcionalisme, el monisme anòmal i el monisme reflexiu. A més, no defineixen el significat de real.
Per als asteques, teotl era l'omnipresència metafísica que creava el cosmos i tot el seu contingut des de dins de si mateix, així com des de fora de si mateix. Això es conceptualitza en una mena de panteisme monista manifestat en el déu suprem Ometeotl, així com en un gran panteó de déus menors i idealitzacions de fenòmens naturals.

### Altres
El 1896, JH Worman, un teòleg, va identificar set categories de panteisme: mecànic o materialista (Déu, la unitat mecànica de l'existència); ontològic (unitat fonamental, Spinoza); dinàmic; psíquic (Déu és l'ànima del món); ètic (Déu és l'ordre moral universal, Fichte); lògic (Hegel); i pur (absorció de Déu en la natura, que Worman equipara amb l'ateisme).
El 1984, Paul D. Feinberg, professor de teologia bíblica i sistemàtica a la Trinity Evangelical Divinity School, també en va identificar set: hilozoístics; immanentistes; absolutistes monistes; relativistes monistes; acòsmics; identitat d'oposats; i neoplatònics o emanacionistes.